# Joseph Raphson
Joseph Raphson (* 1648 in Middlesex, England; † 1715) war ein englischer Mathematiker.

## Leben und Wirken
Über ihn ist wenig bekannt. Er erwarb 1692 einen Master of Arts an der Universität Cambridge. Schon ein Jahr vorher 1691 wurde er in die Royal Society gewählt aufgrund seines 1690 erschienenen Buchs Analysis aequationum universalis, welches das Newton-Raphson-Verfahren zur numerischen Lösung von nichtlinearen Gleichungen und speziell von Wurzeln algebraischer Gleichungen enthält. Das Verfahren ist in Newtons Method of Fluxions enthalten, das 1671 geschrieben wurde, aber erst 1736 erschien. Er war einer der wenigen, die frühzeitig Newtons Manuskripte einsehen durften. Schon 1691 war er mit Edmond Halley an Plänen beteiligt, Schriften Newtons zur Analysis zu veröffentlichen, was aber erst viel später realisiert wurde. Roger Cotes und William Jones arrangierten es, dass Raphson Newtons Werk De Methodis Serierum et Fluxionum vorab zu sehen bekam.
Seine History of Fluxions erschienen erst nach seinem Tod 1715. Darin unterstützte er Newtons Priorität gegenüber Leibniz im Streit um die Erfindung der Analysis. In der Neuauflage fügte Newton einige Briefe von und an Leibniz ein. Raphson übersetzte auch Newtons Arithmetica Universalis ins Englische (erschienen 1720 als Universal Arithmetick). 1702 veröffentlichte er eine bearbeitete englische Ausgabe des Mathematik-Lexikons von Jacques Ozanam. Er schrieb auch theologische Abhandlungen (De spatio reali seu Ente Infinito 1697 und Demonstratio de Deo 1710), die kabbalistische Einflüsse zeigen.
1689 wurde er Fellow der Royal Society.